# World Professional Darts Championship 1992
De Embassy World Professional Darts Championship 1992 was de 15e editie van het internationale dartstoernooi World Professional Darts Championship georganiseerd door de BDO en werd gehouden van 3 januari 1992 tot en met 11 januari 1992 in het Engelse Frimley Green.

## Prijzengeld
Het totale prijzengeld bedroeg £119.500,- (plus £52.000 voor een 9-darter (niet gewonnen)) en was als volgt verdeeld:
| Plaats                | Prijzengeld |
| --------------------- | ----------- |
| Winnaar               | £28.000     |
| Runner-up             | £14.000     |
| Halvefinalist         | £7.000      |
| Kwartfinalist         | £3.500      |
| 2e ronde              | £2.600      |
| 1e ronde              | £1.600      |
| Niet-gekwalificeerden | £400        |

Degene met de hoogste check-out (uitgooi) kreeg £1.500:
- onbekend

## Alle wedstrijden

### Eerste ronde (best of 5 sets)
| Per Skau         | Denemarken | - | Dave Whitcombe        | Engeland   | 3 - 1 |
| Phil Taylor      | Engeland   | - | Magnus Caris          | Zweden     | 3 - 1 |
| Martin Phillips  | Wales      | - | Bert Vlaardingerbroek | Nederland  | 3 - 0 |
| Eric Bristow     | Engeland   | - | Jann Hoffmann         | Denemarken | 3 - 0 |
| Graham Miller    | Engeland   | - | Frans Devooght        | België     | 3 - 1 |
| Bob Anderson     | Engeland   | - | Ronnie Baxter         | Engeland   | 3 - 1 |
| Paul Lim         | USA        | - | Bob Sinnaeve          | Canada     | 3 - 1 |
| John Lowe        | Engeland   | - | Oyvind Aasland        | Noorwegen  | 3 - 0 |
| Chris Johns      | Wales      | - | Steve Beaton          | Engeland   | 3 - 1 |
| Mike Gregory     | Engeland   | - | Wayne Weening         | Australië  | 3 - 1 |
| Rod Harrington   | Engeland   | - | Stefan Nagy           | Zweden     | 3 - 0 |
| Keith Sullivan   | Australië  | - | Peter Evison          | Engeland   | 3 - 1 |
| Jamie Harvey     | Schotland  | - | Heikki Hermunen       | Finland    | 3 - 0 |
| Kevin Kenny      | Engeland   | - | Jocky Wilson          | Schotland  | 3 - 1 |
| Alan Warriner    | Engeland   | - | Alex Lister           | Schotland  | 3 - 0 |
| Dennis Priestley | Engeland   | - | Larry Butler          | USA        | 3 - 1 |

### Tweede ronde (best of 5 sets)
| Per Skau        | Denemarken | - | Phil Taylor      | Engeland  | 1 - 3 |
| Martin Phillips | Wales      | - | Eric Bristow     | Engeland  | 3 - 2 |
| Graham Miller   | Engeland   | - | Bob Anderson     | Engeland  | 3 - 2 |
| Paul Lim        | USA        | - | John Lowe        | Engeland  | 0 - 3 |
| Chris Johns     | Wales      | - | Mike Gregory     | Engeland  | 0 - 3 |
| Rod Harrington  | Engeland   | - | Keith Sullivan   | Australië | 3 - 2 |
| Jamie Harvey    | Schotland  | - | Kevin Kenny      | Engeland  | 2 - 3 |
| Alan Warriner   | Engeland   | - | Dennis Priestley | Engeland  | 3 - 2 |

### Kwartfinale (best of 7 sets)
| Phil Taylor   | Engeland | - | Martin Phillips | Wales    | 4 - 0 |
| Graham Miller | Engeland | - | John Lowe       | Engeland | 3 - 4 |
| Mike Gregory  | Engeland | - | Rod Harrington  | Engeland | 4 - 3 |
| Kevin Kenny   | Engeland | - | Alan Warriner   | Engeland | 4 - 0 |

### Halve finale (best of 9 sets)
| Phil Taylor  | Engeland | - | John Lowe   | Engeland | 5 - 4 |
| Mike Gregory | Engeland | - | Kevin Kenny | Engeland | 5 - 3 |

### Finale (best of 11 sets)
| Phil Taylor | Engeland | - | Mike Gregory | Engeland | 6 - 5 |

World Cup Darts (WDF)

1977 · 1979 · 1981 · 1983 · 1985 · 1987 · 1989 · 1991 · 1993 · 1995 · 1997 · 1999 · 2001 · 2003 · 2005 · 2007 · 2009 · 2011 · 2013 · 2015 · 2017 · 2019 · 2021 · 2023
World Darts Championship (BDO)

1978 · 1979 · 1980 · 1981 · 1982 · 1983 · 1984 · 1985 · 1986 · 1987 · 1988 · 1989 · 1990 · 1991 · 1992 · 1993 · 1994 · 1995 · 1996 · 1997 · 1998 · 1999 · 2000 · 2001 · 2002 · 2003 · 2004 · 2005 · 2006 · 2007 · 2008 · 2009 · 2010 · 2011 · 2012 · 2013 · 2014 · 2015 · 2016 · 2017 · 2018 · 2019 · 2020
World Darts Championship (PDC)

1994 · 1995 · 1996 · 1997 · 1998 · 1999 · 2000 · 2001 · 2002 · 2003 · 2004 · 2005 · 2006 · 2007 · 2008 · 2009 · 2010 · 2011 · 2012 · 2013 · 2014 · 2015 · 2016 · 2017 · 2018 · 2019 · 2020 · 2021 · 2022 · 2023 · 2024 · 2025
World Darts Championship (WDF)

2022 · 2023 · 2024
World Seniors Darts Championship (WSDT)

2022 · 2023 · 2024 · 2025